# Jean-François Marmontel
 For alternative betydninger, se Marmontel. (Se også artikler, som begynder med Marmontel)
Jean-François Marmontel (født 11. juli 1723, død 31. december 1799) var en fransk historiker, encyklopædist og forfatter.
Marmontel blev født af fattige forældre i Bort-les-Orgues, Corrèze. Efter at have læst hos en af Jesuiterordenens skoler i Mauriac, Cantal, underviste han som lærer på deres skoler i Clermont og Toulouse. Efter Voltaires råd rejste han i 1745 til Paris for at prøve lykken som forfatter. Mellem 1748 og 1753 skrev han en lang række tragedier (Denys le Tyran (1748); Aristomene (1749); Cleopâtre (1750); Heraclides (1752); Egyptus (1753)), som dog kun opnåede moderat succes på scenen, men som sikrede ham optagelse i Paris' fashionable litterære kredse.
Han skrev en del artikler til Denis Diderots Encyclopédie der viste stor kritisk indsigt. Artiklerne blev samlet og udgivet i et selvstændigt værk med titlen Eléments de Littérature, der stadig regnes for en klassiker i fransk litteratur. Han skrev også adskillige humoristiske operaer, af hvilken de to bedste er Sylvain (1770) og Zémire et Azore (1771). I kontroversen mellem Christoph Willibald Gluck og Niccolò Piccinni var han en ivrig forkæmper for Piccinni, med hvem han samarbejdede om værkerne Didon (1783) og Penelope (1785).